# روسلان روتان
روسلان بيتروفيتش روتان (بالأوكرانية: Руслан Петрович Ротань) (مواليد 29 أكتوبر 1981 في بولتافا، الاتحاد السوفيتي) لاعب كرة قدم أوكراني يجيد اللعب في مركز الوسط الأيمن والوسط المحوري ويلعب حاليا في دنيبرو دنيبروبيتروفسك الأوكراني منذ 2008.

## روابط خارجية
- روسلان روتان على موقع الاتحاد الدولي (مؤرشف)  (الإنجليزية)
- روسلان روتان على موقع الاتحاد الأوربي (الإنجليزية)
- روسلان روتان على موقع اتحاد أوكرانيا (الإنجليزية)
- روسلان روتان على موقع قاعدة بيانات كرة القدم.إي يو (الإنجليزية)
- روسلان روتان على موقع ناشيونال فوتبول تيمز (الإنجليزية)
- روسلان روتان على موقع Soccerway.com (الإنجليزية)
- روسلان روتان على موقع عالم كرة القدم.نت (الإنجليزية)
- روسلان روتان على موقع AS.com (الإسبانية)